# Simsia

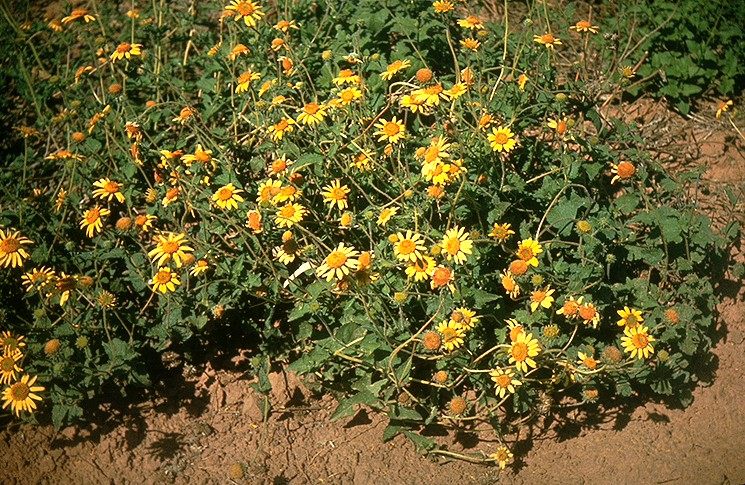
Simsia calva

Simsia (Simsia Pers.) – rodzaj roślin z rodziny astrowatych. Obejmuje 29 gatunków. Rośliny te występują w naturze w Ameryce Północnej i Południowej od Arizony i Teksasu po północną Argentynę, ale z wyłączeniem Amazonii. Jeden gatunek – simsia cuchnąca S. foetida zarejestrowany został jako przejściowo dziczejący w Europie Środkowej, w Niemczech i Polsce.
Nazwa rodzajowa upamiętnia Johna Simsa (1749–1831), brytyjskiego lekarza i botanika.

## Morfologia
PokrójRośliny roczne, byliny, półkrzewy i rzadko krzewy osiągające od 0,2 do 4 m wysokości. Łodygi mają wyprostowane lub podnoszące się, zwykle rzadko rozgałęzione. Ich pędy są gruczołowato owłosione.
LiścieNaprzeciwległe i skrętoległe, rzadko okółkowe. Zwykle ogonkowe i często o ogonkach oskrzydlonych, rzadziej siedzące. Blaszka od nasady trójnerwowa, trójkątna do jajowatej, rzadko równowąska albo trójklapowa, na brzegu zwykle ząbkowana, szorstko i gruczołowato owłosiona.
KwiatyZebrane w koszyczki powstające pojedynczo na szczycie pędu lub tworzące luźne lub gęste kwiatostany złożone w postaci podbaldachu. Okrywy dzwonkowate o średnicy od 5 mm do 22 mm. Listki okrywy w dwóch do czterech rzędów, są przylegające lub odstające, równe długością lub różnej długości. Dno kwiatostanowe lekko wypukłe, z plewinkami obejmującymi poszczególne kwiaty i później owoce. Brzeżne kwiaty języczkowe są płonne, jest ich od 5 do 21 lub czasem brak ich zupełnie. Językowata korona jest zwykle pomarańczowożółta, rzadziej jest jasnożółta, różowa, fioletowa lub biała. Kwiaty rurkowe wewnątrz koszyczka są obupłciowe i płodne. Ich korony są żółte, zwykle jednak na szczycie są ciemniejsze. Łatki na końcach rurki korony są trójkątne i jest ich 5.
OwoceSpłaszczone, nagie lub owłosione niełupki. Puchu kielichowego brak lub składa się z dwóch szydlastych i kilku krótszych łusek.

## Systematyka
Rodzaj z plemienia Heliantheae w podrodzinie Asteroideae z rodziny astrowatych Asteraceae.
Wykaz gatunków
- Simsia amplexicaulis (Cav.) Pers.
- Simsia annectens S.F.Blake
- Simsia benziorum (B.L.Turner) E.E.Schill. & Panero
- Simsia bicentenarialis Rzed. & Calderón
- Simsia calva (A.Gray & Engelm.) A.Gray
- Simsia chaseae (Millsp.) S.F.Blake
- Simsia cronquistii H.Rob. & Brettell
- Simsia dombeyana DC.
- Simsia eurylepis S.F.Blake
- Simsia foetida (Cav.) S.F.Blake – simsia cuchnąca[5], s. wonna[9]
- Simsia fruticulosa S.F.Blake
- Simsia ghiesbreghtii (A.Gray) S.F.Blake
- Simsia hintonii H.Rob. & Brettell
- Simsia holwayi S.F.Blake
- Simsia jamaicensis S.F.Blake
- Simsia lagasceiformis DC.
- Simsia molinae H.Rob. & Brettell
- Simsia ovata (A.Gray) E.E.Schill. & Panero
- Simsia pastoensis Triana
- Simsia rhombifolia (B.L.Rob. & Greenm.) E.E.Schill. & Panero
- Simsia sanguinea A.Gray
- Simsia santarosensis D.M.Spooner
- Simsia setosa S.F.Blake
- Simsia spooneri Panero & E.E.Schill.
- Simsia steyermarkii H.Rob. & Brettell
- Simsia subsetosa H.Rob. & Brettell
- Simsia sylvicola Panero & E.E.Schill.
- Simsia tenuis S.F.Blake
- Simsia villasenorii D.M.Spooner